# Il gatto col cappello
Il gatto col cappello è un libro di Dr. Seuss del 1957, tradotto in italiano da Anna Sarfatti. Ha avuto un seguito in Il ritorno del gatto col cappello. Nel 1971 è uscito il film d'animazione televisivo Il gatto col cappello (con protagonista Allan Sherman), nel 2003 è uscito il film live-action Il gatto... e il cappello matto (con protagonista Mike Myers) e nel 2026 uscirà il film d'animazione Il gatto col cappello (con protagonista Bill Hader).

## Trama
Il gatto col cappello è un micio antropomorfo, simpatico, generoso e non combina guai. Porta sempre con sé un lungo cappello bianco con le strisce rosse e una cravatta rossa intorno al collo.

## Lista episodi
1. Un alveare da visitare
2. Una vacanza piena di speranza
3. Se sto sveglio è molto meglio!
4. Una conchiglia, che meraviglia!
5. Tante formiche, più amici e amiche!
6. Una casa tutta nuova per tre piccole uova
7. Crolla il castello di sabbia, che rabbia!
8. Cantare in fondo al mare
9. Io ci vivo, per favore, non raccogliere quel fiore!
10. Un congegno singolare che può il ghiaccio liquefare
11. Da un bruco goloso, un filo prezioso
12. Mille modi di fare il bagno, dalla polvere allo stagno
13. Che bellezza, vivere a cento metri d'altezza
14. Un maestro della mimetizzazione, nella vegetazione
15. Afa d'estate, piante assetate
16. Se la maglietta diventa stretta
17. Una coda alla moda
18. Il duro lavoro di ogni castoro
19. Una notte giocosa e luminosa
20. Struscio col guscio!
21. Come volare nell'acqua del mare
22. Vento e divertimento
23. Un maestro di danza ed eleganza
24. Saper ascoltare per potersi orientare
25. Troviamo a ogni costo il tesoro nascosto
26. Una lezione di costruzione
27. Un uovo nuovo
28. Sapere non cadere
29. Salto in alto
30. Un'avventura senza premura
31. Con il latte quante cose buone vengon fatte!
32. In un battibaleno, tutti i colori per l'arcobaleno
33. Ciò che conta è seguire l'impronta
34. Il corso di sonno dell'orso
35. Una cura per la natura
36. La determinazione dell'intrepido salmone
37. Un regalo speciale e squisitamente naturale
38. La lepre esperta sta sempre allerta
39. Su le cose vuoi ritrovare, le devi segnalare!
40. Nonostante la diversità siamo amici per l'eternità